# Tarachodidae
Tarachodidae, é uma família de louva-deus  (insectos da ordem Mantodea). Conta com 29 géneros.

## Géneros
- Antistia
- Ariusia
- Caliris
- Charieis
- Deromantis
- Didymocorypha
- Dysaules
- Episcopomantis
- Galepsus
- Gildella
- Hebardia
- Hebardiella
- Iris (insecto)
- Leptomantella
- Metagalepsus
- Nesogalepsus
- Nothogalepsus
- Oxyelaea
- Oxyophthalma
- Oxyphthalmellus
- Paragalepsus
- Paralygdamia
- paroxyophthalmus
- Plastogalepsus
- Pseudogalepsus
- Pyrgomantis
- Tarachodella
- Tarachodes
- Tarachodula